# オクラホマ映画批評家協会
オクラホマ映画批評家協会（Oklahoma Film Critics Circle）は、オクラホマ州の映画評論家の団体である。

## オクラホマ映画批評家協会賞
協会は毎年、オクラホマ映画批評家協会賞を開催している。
| 賞   | 賞                           | 賞                                                    | 賞                                                            | 賞                                              | 賞                                                  | 賞                                                            |
| 年   | 作品賞                       | 監督賞                                                | 主演男優賞                                                    | 主演女優賞                                      | 助演男優賞                                          | 助演女優賞                                                    |
| ---- | ---------------------------- | ----------------------------------------------------- | ------------------------------------------------------------- | ----------------------------------------------- | --------------------------------------------------- | ------------------------------------------------------------- |
| 2006 | 『ユナイテッド93』           | マーティン・スコセッシ 『ディパーテッド』             | フォレスト・ウィテカー 『ラストキング・オブ・スコットランド』 | ヘレン・ミレン 『クィーン』                     | ジャッキー・アール・ヘイリー 『リトル・チルドレン』 | ケイト・ブランシェット 『あるスキャンダルについての覚え書き』 |
| 2007 | 『ノーカントリー』           | ジョエル&イーサン・コーエン 『ノーカントリー』        | ジョージ・クルーニー 『フィクサー』                           | エリオット・ペイジ 『JUNO/ジュノ』              | ハビエル・バルデム 『ノーカントリー』               | エイミー・ライアン 『ゴーン・ベイビー・ゴーン』               |
| 2008 | 『スラムドッグ$ミリオネア』  | ダニー・ボイル 『スラムドッグ$ミリオネア』            | ミッキー・ローク 『レスラー』                                 | サリー・ホーキンス 『ハッピー・ゴー・ラッキー』 | ヒース・レジャー 『ダークナイト』                   | マリサ・トメイ 『レスラー』                                   |
| 2009 | 『ハート・ロッカー』         | キャスリン・ビグロー 『ハート・ロッカー』             | ジョージ・クルーニー 『マイレージ、マイライフ』               | メリル・ストリープ 『ジュリー&ジュリア』        | クリストフ・ヴァルツ 『イングロリアス・バスターズ』 | モニーク 『プレシャス』                                       |
| 2010 | 『ソーシャル・ネットワーク』 | デヴィッド・フィンチャー 『ソーシャル・ネットワーク』 | ジェシー・アイゼンバーグ 『ソーシャル・ネットワーク』         | ナタリー・ポートマン 『ブラック・スワン』       | クリスチャン・ベール 『ザ・ファイター』             | ミラ・クニス 『ブラック・スワン』                             |
| 2011 | 『アーティスト』             | ミシェル・アザナヴィシウス 『アーティスト』           | ジョージ・クルーニー 『ファミリー・ツリー』                   | ミシェル・ウィリアムズ 『マリリン 7日間の恋』   | アルバート・ブルックス 『ドライヴ』                 | オクタヴィア・スペンサー 『ヘルプ 〜心がつなぐストーリー〜』  |

### セレモニー
- 2006年 - 第1回[1]
- 2007年 - 第2回[2]
- 2008年 - 第3回[3]
- 2009年 - 第4回[4]
- 2010年 - 第5回[5]
- 2011年 - 第6回[6]
- 2012年 - 第7回
- 2013年 - 第8回[7]
- 2014年 - 第9回[8]
- 2015年 - 第10回[9]
- 2016年 - 第11回[10]
- 2017年 - 第12回
- 2018年 - 第13回
- 2019年 - 第14回
- 2020年 - 第15回